# Список президентів Південної Кореї
Президент Республіки Корея або Президент Південної Кореї (кор. 대한민국 대통령, ханча: 大韓民國大統領, теханмінґук детунньон) — є главою держави та уряду Республіки Корея, а також Верховним головнокомандувачем Збройних сил. Обирається на 5 років загальним прямим голосуванням, без можливості переобиратися на другий і наступні терміни.
Відповідно до конституції уряд Південної Кореї вважає Корейський тимчасовий уряд своїм попередником. КТУ створено в 1919 році як уряд у вигнанні в Шанхаї під час японської окупації Кореї. З вересня 1919 року по серпень 1948 року в ній було дев’ять різних глав держав.
Згідно з Конституцією Республіки Корея 1988 року президент обирається на 5 років без переобрання; кандидат повинен бути громадянином Південної Кореї, віком не менше 40 років, і протягом 5 років прожив у Південній Кореї. Раніше цей термін становив 4 роки під час Першої республіки з 1948 по 1960 рік, включаючи обмеження на два терміни, яке було скасовано в 1954 році. Президентство було змінено на церемоніальну роль, яку обирали законодавці, на п’ятирічний термін під час Другої республіки з 1960 по 1963 рік. У Третій республіці президент прямо обирався на 4 роки з 1963 року, а з 1969 року – без обмеження термінів. Відповідно до Конституції Юсін Четвертої республіки, прийнятої в 1972 році, президент непрямо обирався на 6 років без обмежень на переобрання. Під час П'ятої республіки в 1981 році президент обирався на 7 років непрямо, але на другий термін йому буо заборонено обиратися.
Станом на 2024 рік 13 осіб обіймали посаду президента Південної Кореї з моменту офіційного заснування посади 24 липня 1948 року, коли Лі Синман вступив на посаду після обрання Установчими національними зборами. Найдовше президентом є Пак Чон-хі, який обіймав цю посаду 18 років від державного перевороту 1961 року до свого вбивства в 1979 році. Першою і єдиною жінкою, яка обіймала президентський пост, була його дочка Пак Кин-хє, яка була обрана в 2012 році та усунена з посади в 2017 році після того, як її імпічмент був підтриманий Конституційним судом.
Юн Сук-йоль вступив на посаду 10 травня 2022 року. 14 грудня 2024 року Національні збори оголосили йому імпічмент. 27 грудня 2024 року прем’єр-міністру Хан Док-су було оголошено імпічмент, його замінив віце-прем’єр-міністр Чхве Сан-мок, який став в.о. президента. 24 березня 2025 року Конституційний суд відновив Хан Док Су на посаді.
У ніч із 3 на 4 червня 2025 року о 02:30 було оголошено, що Лі Чже Мьон здобув перемогу на президентських виборах. Вранці 4 червня у Національних зборах відбулася церемонія інавгурації.

## Президенти Республіки Корея
| №                                             | №              | Фото           | Ім'я (роки життя)                      | Початок правління | Кінець правління     | Період, днів | Партія | Інше                                                                                      |
| --------------------------------------------- | -------------- | -------------- | -------------------------------------- | ----------------- | -------------------- | ------------ | --- | ----------------------------------------------------------------------------------------- |
| Президент Першої Республіки                   |                |                |                                        |                   |                      |              | |                                                                                           |
|                                               | 1              |                | Лі Синман (кор. 이승만) (1875—1965)    | 24 липня 1948     | 26 квітня 1960       | 4294         | NARRKI (1948—1951) Ліберальна партія (1951—1960)                                                               | Вибори 1948 — 91,8 % Вибори 1952 — 74,6 % Вибори 1956 –70 % Вибори, березень 1960 — 100 % |
|                                               | в.о.           |                | Хо Джон (кор. 허정) (1896—1988)        | 26 квітня 1960    | 15 червня 1960       | 49           | Незалежний | —                                                                                         |
| Президент Другої Республіки                   |                |                |                                        |                   |                      |              | |                                                                                           |
|                                               | в.о.           |                | Хо Джон (кор. 허정) (1896—1988)        | 15 червня 1960    | 15 червня 1960       | 0            | Незалежний | —                                                                                         |
|                                               | в.о.           |                | Квак Сан Хун (кор. 곽상훈) (1896—1980) | 16 червня 1960    | 23 червня 1960       | 7            | Демократична партія                                                                                            | —                                                                                         |
|                                               | в.о.           |                | Хо Джон (кор. 허정) (1896—1988)        | 23 червня 1960    | 07 серпня 1960       | 45           | Незалежний | —                                                                                         |
|                                               | 2              |                | Юн Бо Сон (кор. 윤보선) (1897—1990)    | 12 серпня 1960    | 22 березня 1962      | 587          | Демократична                                                                                                   | Вибори, серпень 1960 — 62,2 %                                                             |
| Голова Верховної ради національної перебудови |                |                |                                        |                   |                      |              | |                                                                                           |
|                                               | 2              |                | Юн Бо Сон (кор. 윤보선) (1897—1990)    | 12 серпня 1960    | 22 березня 1962      | 587          | Демократична Нова Демократична                                                                                 | —                                                                                         |
|                                               | –              |                | Пак Чон Хі (кор. 박정희) (1917—1979)   | 24 березня 1962   | 17 грудня 1963       | 633          | військовий | в.о. президента                                                                           |
| Президент Третьої Республіки                  |                |                |                                        |                   |                      |              | |                                                                                           |
|                                               | 3 (I—III)      |                | Пак Чон Хі (кор. 박정희) (1917—1979)   | 17 грудня 1963    | 26 грудня 1972       | 3297         | Демократична Республіканська партія                                                                            | Вибори 1963 — 46,6 % Вибори 1967 — 51,4 % Вибори 1972 — 53,2 %                            |
| Президент Четвертої Республіки                |                |                |                                        |                   |                      |              | |                                                                                           |
|                                               | 3 (IV—V)       |                | Пак Чон Хі (кор. 박정희) (1917—1979)   | 27 грудня 1972    | 26 жовтня 1979       | 2494         | Демократична Республіканська                                                                                   | Вибори 1972 — 99,9 % Вибори 1978 — 99,9 %                                                 |
|                                               | в.о.           |                | Чхве Гю Ха (кор. 최규하) (1919—2006)   | 26 жовтня 1979    | 06 грудня 1979       | 254          | Незалежний | —                                                                                         |
| 4                                             | 06 грудня 1979 | 16 серпня 1980 | Чхве Гю Ха (кор. 최규하) (1919—2006)   | 254               | Вибори 1979 — 96,7 % |              | Незалежний |                                                                                           |
|                                               | в.о.           |                | Пак Чхун Хун (кор. 박충훈) (1919—2001) | 16 серпня 1980    | 02 вересня 1980      | 17           | Демократична Республіканська                                                                                   | —                                                                                         |
|                                               | 5 (I)          |                | Чон Ду Хван (кор. 전두환) (нар. 1931)  | 01 вересня 1980   | 25 лютого 1981       | 177          | військовий Демократична партія за справедливість                                                               | Вибори 1980 — 99,9 %                                                                      |
| Президент П'ятої Республіки                   |                |                |                                        |                   |                      |              | |                                                                                           |
|                                               | 5 (II)         |                | Чон Ду Хван (кор. 전두환) (1931—2021)  | 25 лютого 1981    | 25 лютого 1988       | 2556         | Демократична партія за справедливість                                                                          | Вибори 1981 — 90,2 %                                                                      |
| Президент Шостої Республіки                   |                |                |                                        |                   |                      |              | |                                                                                           |
|                                               | 6              |                | Ро Де У (кор. 노태우) (1932—2021)      | 25 лютого 1988    | 25 лютого 1993       | 1827         | Демократична партія за справедливість (1987—1990) Нова партія Кореї (1990—1992) Незалежний політик (1992—1993) | Вибори 1987 — 36,6 %                                                                      |
|                                               | 7              |                | Кім Йон Сам (кор. 김영삼) (1927—2015)  | 25 лютого 1993    | 25 лютого 1998       | 1826         | Демократична партія за справедливість (1993—1995) Нова партія Кореї (1995—1997) Незалежний (1997—1998)         | Вибори 1992 — 42,0 %                                                                      |
|                                               | 8              |                | Кім Де Чжун (кор. 김대중) (1924—2009)  | 18 грудня 1997    | 25 лютого 2003       | 1895         | Демократична партія (1998—2000) Демократична партія тисячоліття (2000—2002) Незалежний (2002—2003)             | Вибори 1997 — 40,3 %                                                                      |
|                                               | 9              |                | Но Му Хьон (кор. 노무현) (1946—2009)   | 25 лютого 2003    | 12 березня 2004      | 481          | Демократична партія тисячоліття (2003)                                                                         | Вибори 2002 — 48,9 %                                                                      |
|                                               | в.о.           |                | Го Гон (кор. 고건) (нар. 1938)         | 12 березня 2004   | 14 травня 2004       | 152          | Демократична партія тисячоліття                                                                                | —                                                                                         |
|                                               | (9)            |                | Но Му Хьон (кор. 노무현) (1946—2009)   | 14 травня 2004    | 25 лютого 2008       | 1382         | Демократична партія тисячоліття (2003) Партія Урі (2004—2007) Незалежний (2007—2008)                           | —                                                                                         |
|                                               | 10             |                | Лі Мьон Бак (кор. 이명박) (нар. 1941)  | 25 лютого 2008    | 25 лютого 2013       | 1827         | Вільна Корея (2008—2012) Сенурі (2012—2013)                                                                    | Вибори 2007 — 48,7 %                                                                      |
|                                               | 11             |                | Пак Кин Хє (кор. 박근혜) (нар. 1952)   | 25 лютого 2013    | 09 грудня 2016       | 1383         | Сенурі (2013—2017) Вільна Корея (2017)                                                                         | Вибори 2012 — 51,6 %                                                                      |
|                                               | в.о.           |                | Хван Кьо Ан (кор. 황교안) (нар. 1957)  | 09 грудня 2016    | 10 травня 2017       | 152          | Незалежний | —                                                                                         |
|                                               | 12             |                | Мун Чже Ін (кор. 문재인) (нар. 1953)   | 10 травня 2017    | 09 травня 2022       | 1825         | Спільна демократична партія                                                                                    | Вибори 2017 — 41,1 %                                                                      |
|                                               | 13             |                | Юн Сок Йоль (кор. 윤석열) (нар. 1960)  | 10 травня 2022    | 04 квітня 2025       | 949          | «Сила народу»                                                                                                  | Вибори 2022 — 48,56 %                                                                     |
|                                               | в.о.           |                | Хан Док Су (кор. 한덕수) (нар. 1949)   | 14 грудня 2024    | 27 грудня 2024       | 13           | Незалежний | —                                                                                         |
|                                               | в.о.           |                | Чхве Сан Мок (кор. 최상목) (нар. 1963) | 27 грудня 2024    | 24 березня 2025      | 87           | Незалежний | —                                                                                         |
|                                               | в.о.           |                | Хан Док Су (кор. 한덕수) (нар. 1949)   | 24 березня 2025   | 1 травня 2025        | 38           | Незалежний | —                                                                                         |
|                                               | в.о.           |                | Лі Джу Хо (кор. 이주호) (нар. 1961)    | 2 травня 2025     | 3 червня 2025        | 32           | Незалежний | —                                                                                         |
|                                               | 14             |                | Лі Чже Мьон (кор. 이재명) (нар. 1963)  | 4 червня 2025     | чинний               | 2            | Демократична партія Кореї                                                                                      | Вибори 2025 — 49.42 %                                                                     |

## Нині живі колишні президенти
Станом на 09 квітня 2025 року живуть четверо колишніх південнокорейських президентів:
| Фото | Президент   | Роки президентства | Дата народження |
| ---- | ----------- | ------------------ | --------------- |
|      | Лі Мьон Бак | 2008-2013          | 19 грудня 1941  |
|      | Пак Кин Хє  | 2013-2016          | 2 лютого 1952   |
|      | Мун Чже Ін  | 2017-2022          | 24 січня 1953   |
|      | Юн Сок Йоль | 2022-2025          | 18 грудня 1960  |

Впродовж 2021 року в Південній Кореї померло двоє колишніх президентів країни:
- 26 жовтня — на 89-му році життя помер колишній президент Ро Де У, який очолював країну з 1988 по 1993 рік.[11][12]
- 23 листопада — у віці 90 років помер колишній президент Чон Ду Хван.[13]